# Chip Pickering
Charles Willis "Chip" Pickering, Jr., född 10 augusti 1963 i Laurel i Mississippi, är en amerikansk republikansk politiker. Han representerade delstaten Mississippis tredje distrikt i USA:s representanthus 1997–2009.
Pickering avlade 1986 sin grundexamen vid University of Mississippi. Han avlade sedan 1989 sin MBA vid Baylor University. Han var medarbetare åt senator Trent Lott 1992–1996.
Kongressledamoten Gillespie V. Montgomery kandiderade inte till omval i kongressvalet 1996. Pickering vann valet och efterträdde Montgomery i representanthuset i januari 1997. Han omvaldes fem gånger. Han var en av flera politiker som uppträdde i filmen Borat. Pickering ansökte om skilsmässa från hustrun Leisha Jane i juni 2008. Han kandiderade inte till omval i kongressvalet i USA 2008. Han efterträddes som kongressledamot av partikamraten Gregg Harper.
Pickering och hans tidigare fru, Leisha, har fem söner, Will, Ross, Jackson, Asher och Harper. Nuvarande partner är Elizabeth Creekmore Byrd.